# Furacão Charley
O furacão Charley foi o terceiro ciclone tropical e o segundo sistema tropical que atingiu a intensidade de um furacão da temporada de furacões no Atlântico de 2004. Formou-se a leste das Pequenas Antilhas em 8 de Junho e seguiu para o mar do caribe e posteriormente adentrando o golfo do México, alcançando o pico de intensidade com ventos máximos sustentados de 240 km/h pouco antes de atingir a costa da Flórida. Seguindo para a costa leste dos Estados Unidos, Charley atingiu novamente a costa americana como um furacão de categoria 1.
Ao todo, Charley causou danos estimados de mais de 16 bilhões de dólares, principalmente nos Estados Unidos e causando também quinze fatalidades diretas, além de 20 indiretas. O furacão Charley está entre os mais custosos da história dos Estados Unidos, perdendo para Katrina, Andrew, Wilma, Ivan e Ike.